# ألف وود (لاعب كرة قدم أسترالية)
ألف وود (بالإنجليزية: Alf Wood)‏ هو لاعب كرة قدم أسترالية أسترالي، ولد في 15 فبراير 1875 في Glenlyon, Victoria ‏ في أستراليا، وتوفي في 16 نوفمبر 1945 في East Melbourne ‏ في أستراليا.

## وصلات خارجية
- ألف وود على موقع AustralianFootball.com (الإنجليزية)
- ألف وود على موقع AFLtables.com (الإنجليزية)